# Římskokatolická farnost Skřipov u Opavy
Římskokatolická farnost Skřipov u Opavy je územní společenství římských katolíků s farním kostelem svatého Jana Křtitele ve Skřipově.

## Kostely a kaple na území farnosti
- Kostel svatého Jana Křtitele ve Skřipově
- Kaple svatého Josefa v Hrabství
- Kaple Navštívení Panny Marie v Jakubčovicích